# فارشيد إسماعيل
فارشيد إسماعيل (23 فبراير 1994 بإيران - ) هو لاعب كرة قدم إيراني في مركز الوسط. شارك مع منتخب إيران تحت 20 سنة لكرة القدم ومنتخب إيران تحت 23 سنة لكرة القدم. أما مع النوادي، فقد لعب مع نادي استقلال طهران ونادي فجر شهيد سباسي.

## روابط خارجية
- فارشيد إسماعيل على موقع الاتحاد الآسيوي (الإنجليزية)
- فارشيد إسماعيل على موقع قاعدة بيانات كرة القدم.إي يو (الإنجليزية)
- فارشيد إسماعيل على موقع Soccerway.com (الإنجليزية)